# Lelowice
Lelowice – wieś w Polsce położona w województwie małopolskim, w powiecie proszowickim, w gminie Radziemice.
W latach 1975–1998 miejscowość administracyjnie należała do województwa krakowskiego.
Miejscowość znajduje się na odnowionej trasie Małopolskiej Drogi św. Jakuba z Sandomierza do Tyńca, która to jest odzwierciedleniem dawnej średniowiecznej drogi do Santiago de Compostela.